# Imagine (Album)
Imagine (englisch für: ‚Stell dir vor‘) ist das zweite Solo-Studioalbum von John Lennon nach der Trennung der Beatles. Gleichzeitig ist es einschließlich der drei Avantgarde-Alben mit seiner Frau Yoko Ono und des Livealbums der Plastic Ono Band das insgesamt sechste Album John Lennons. Es wurde am 8. Oktober 1971 in Großbritannien und am 9. September 1971 in den USA veröffentlicht.
Als Interpreten wurden auf dem Schallplatten-Label John Lennon/Plastic Ono Band (with the Flux Fiddlers) angegeben.

## Entstehungsgeschichte
Vor Erscheinen des zweiten Studioalbums Imagine veröffentlichten John Lennon und Yoko Ono unter den Bezeichnungen John Lennon/Plastic Ono Band (Yoko Ono/Plastic Ono Band) sowie unter dem Pseudonym Elastic Oz Band zwei Singles, wobei John Lennon bei der ersten Single die A-Seite und Yoko Ono die B-Seite besang, während bei der zweiten Single auf der A-Seite Bill Elliot und auf der B-Seite John Lennon zu hören ist:
- Power to the People / Open Your Box (John Lennon/Plastic Ono Band – Erscheinungsdatum: 12. März 1971 [USA: 22. März 1971])[2]
- God Save Us / Do the OZ (Elastic Oz Band – Erscheinungsdatum: 16. Juli 1971 [USA: 5. Juli 1971])[3]

Beide Singles waren politisch motiviert, so schrieb John Lennon Power to the People nach einem von Tariq Ali, dem Herausgeber des politisch linksorientierten britischen Magazins Red Mole, geführten Interview. Die Aufnahmen erfolgten am 22. Januar und 15. Februar 1971 unter der Produktionsleitung von Phil Spector, John Lennon und Yoko Ono.
Die Single God Save Us / Do the OZ wurde am 22. Mai 1971 mit dem gleichen Produzententeam, vor den Aufnahmen zum Album Imagine, aufgenommen. Als Studiomusiker fungierten Ringo Starr, Klaus Voormann und John Lennon. Die A-Seite wurde von Bill Elliot eingesungen und die B-Seite von Lennon. Eine von John Lennon gesungene Version des Liedes God Save Us wurde unter dem Titel God Save Oz im November 1998 auf dem Boxset John Lennon Anthology veröffentlicht. Der Erlös der Single sollte den Herausgebern des britischen Magazins Oz zugutekommen, die einer gerichtlichen Anklage ausgesetzt waren.

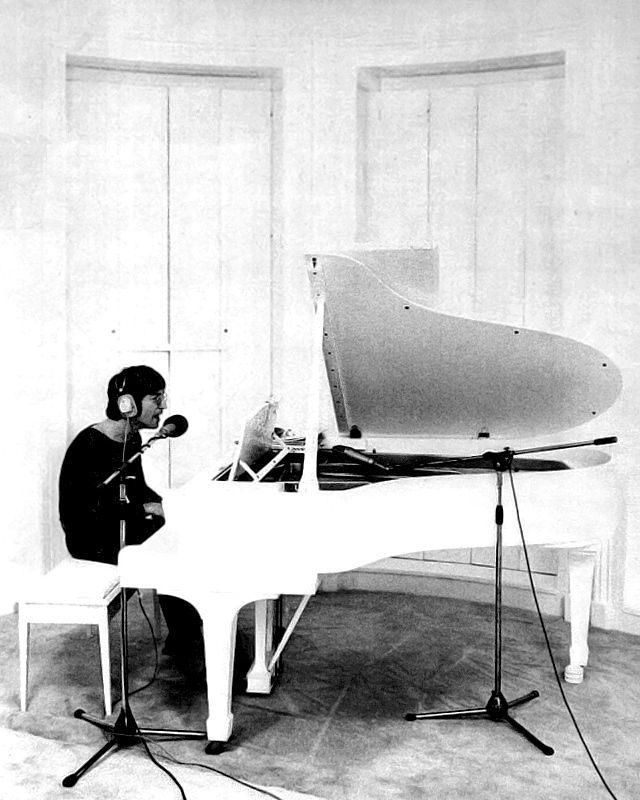
Werbung für das Album Imagine, September 1971

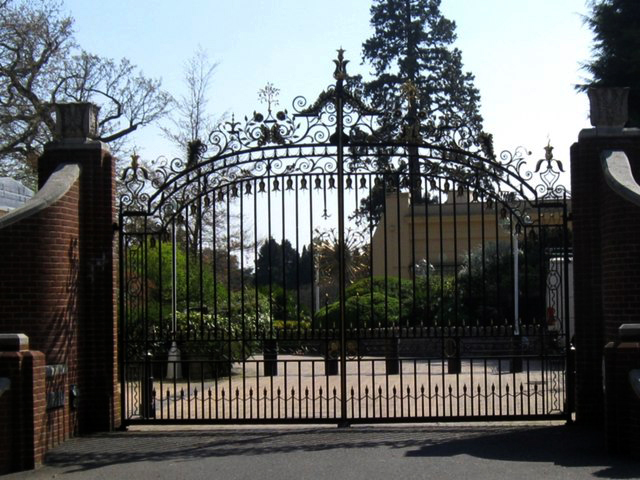
Eingangstor vom Tittenhurst Park

Die Aufnahmen für das Album fanden im Wesentlichen vom 24. bis zum 29. Mai 1971 in Lennons eigenem Studio, den Ascot Sound Studios, in Tittenhurst Park statt. Lediglich das Lied It’s so Hard wurde schon am 11. Februar 1971 eingespielt. Es sollte das erste und letzte Album von John Lennon sein, das in den Ascot Sound Studios entstand. Bei den Aufnahmen wurde Lennon von zahlreichen namhaften Musikern unterstützt. So spielte beispielsweise George Harrison bei fünf Titeln Gitarre (Crippled Inside, I Don’t Want To Be a Soldier, Mama, Gimme Some Truth, Oh My Love und How Do You Sleep?). Klaus Voormann ist am E-Bass zu hören, Alan White und Jim Keltner teilten sich die Schlagzeugarbeit und Nicky Hopkins zeichnete für den größten Teil der Klavierparts verantwortlich. Mike Pinder von den Moody Blues sollte ursprünglich bei der Aufnahme des Stücks I Don’t Wanna Be a Soldier, Mama ein Mellotron spielen, da dieses defekt war, spielte er stattdessen Tamburin. Für die Abmischung der Aufnahmen reiste Lennon in die USA und vollendete das Album dort in den Record Plant East Studios in New York City am 4. und 5. Juni 1971 mit dem Produzenten Phil Spector und dem Arrangeur Torrie Zito, der für die Orchestrierungen, die von The Flux Fiddler (Mitglieder des New York Philharmonic Orchestra) eingespielt wurden, verantwortlich war.

Das Steinway-Klavier, auf dem John Lennon das Lied Imagine komponiert hat

Im Gegensatz zu dem Vorgängeralbum John Lennon/Plastic Ono Band war der musikalische Einfluss von Phil Spector deutlich erkennbar. John Lennon sagte über das Album Imagine im Vergleich zu dem Vorgängeralbum: “[…] it’s a bit cleaner looking, but the basic message is the same, just more acceptable to people” (deutsch: ‚Es [Imagine] sieht ein bisschen sauberer aus, aber die grundlegende Botschaft ist dieselbe, nur akzeptabler für die Leute‘).
Die Aufnahmen zum Album wurden auch filmisch dokumentiert, so beinhaltete der Film Imagine folgende Lieder:
1. Imagine
2. Crippled Inside
3. Jealous Guy
4. Don’t Count the Waves (Yoko Ono)
5. It’s so Hard
6. Mrs. Lennon (Yoko Ono)
7. I Don’t Wanna Be a Soldier, Mama
8. Mind Train (Yoko Ono)
9. Power to the People / Gimme Some Truth
10. Midsummer New York (Yoko Ono)
11. Oh My Love
12. How Do You Sleep?
13. How?
14. Oh Yoko!

Weitere Filmaufnahmen wurden für den Dokumentarfilm Imagine: John Lennon verwendet, der ab Oktober 1988 in den Kinos gezeigt wurde. Der Film wurde im September 1989 auf VHS-Videokassette veröffentlicht. Eine Wiederveröffentlichung auf DVD erfolgte im November 2005 mit einer zusätzlichen DVD, die Bonusmaterial enthält.

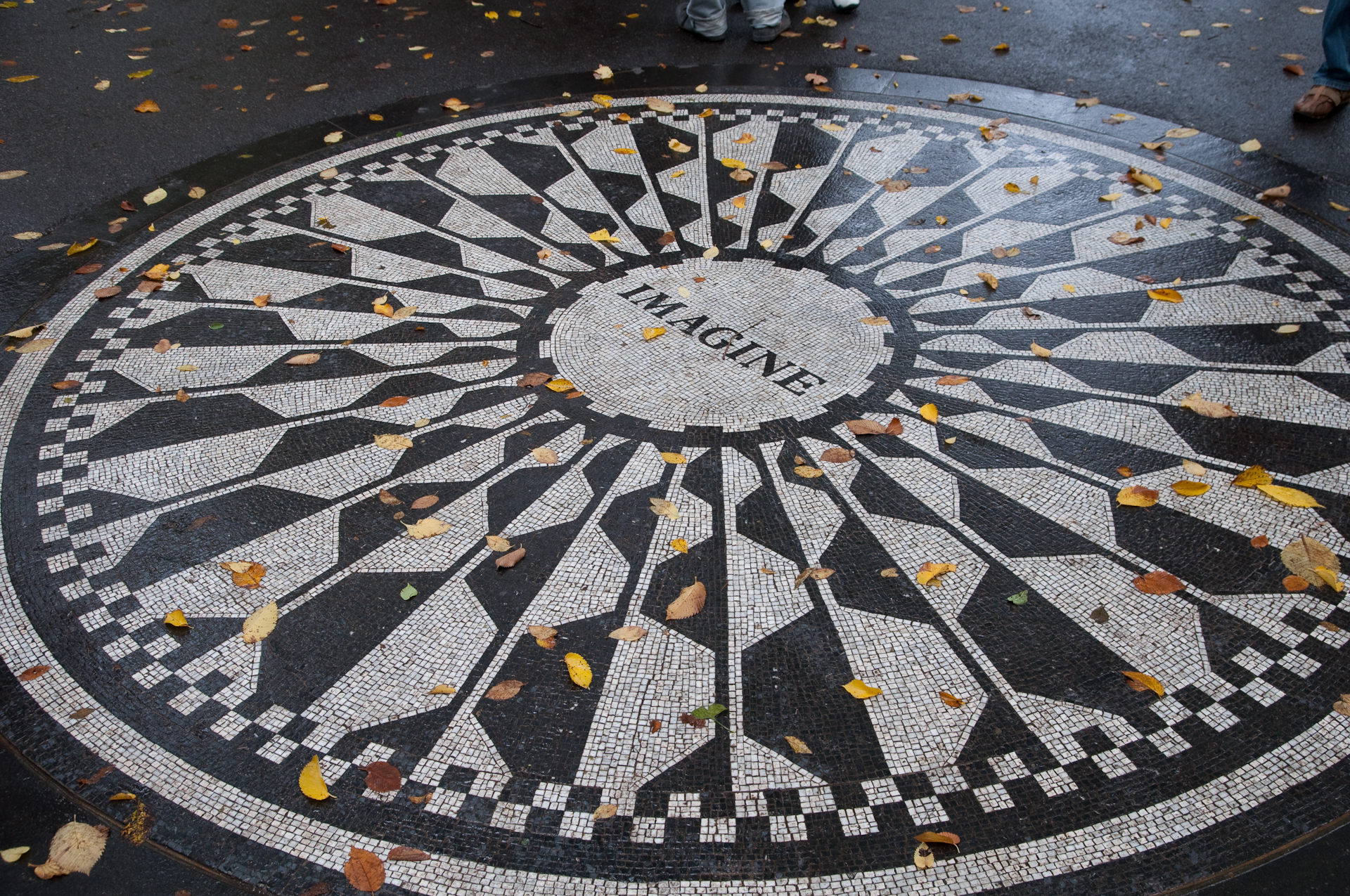
Erinnerungsmosaik für John Lennon im Central Park (Strawberry Fields)

Alle Lieder stammten von John Lennon, wobei eines – Oh My Love – in Zusammenarbeit mit Yoko Ono entstanden war. Parallel zum Album Imagine entstand als eine Art „Zwillingsalbum“ das Yoko-Ono-Album Fly, das aber in seiner musikalischen Ausrichtung überwiegend experimentell war.
Das Titelstück Imagine gehört zu den erfolgreichsten Kompositionen John Lennons und beschreibt die Vision einer besseren und gerechteren Welt. Mit seinen Äußerungen in Bezug auf Religion im Song Imagine verletzte Lennon vermutlich die religiösen Gefühle seines späteren Mörders Mark David Chapman, was wohl hauptsächlich zu dem Attentat führte. Ab der Wiederveröffentlichung des Albums im Jahr 2018 wurde Yoko Ono als Mitkomponistin aufgeführt.

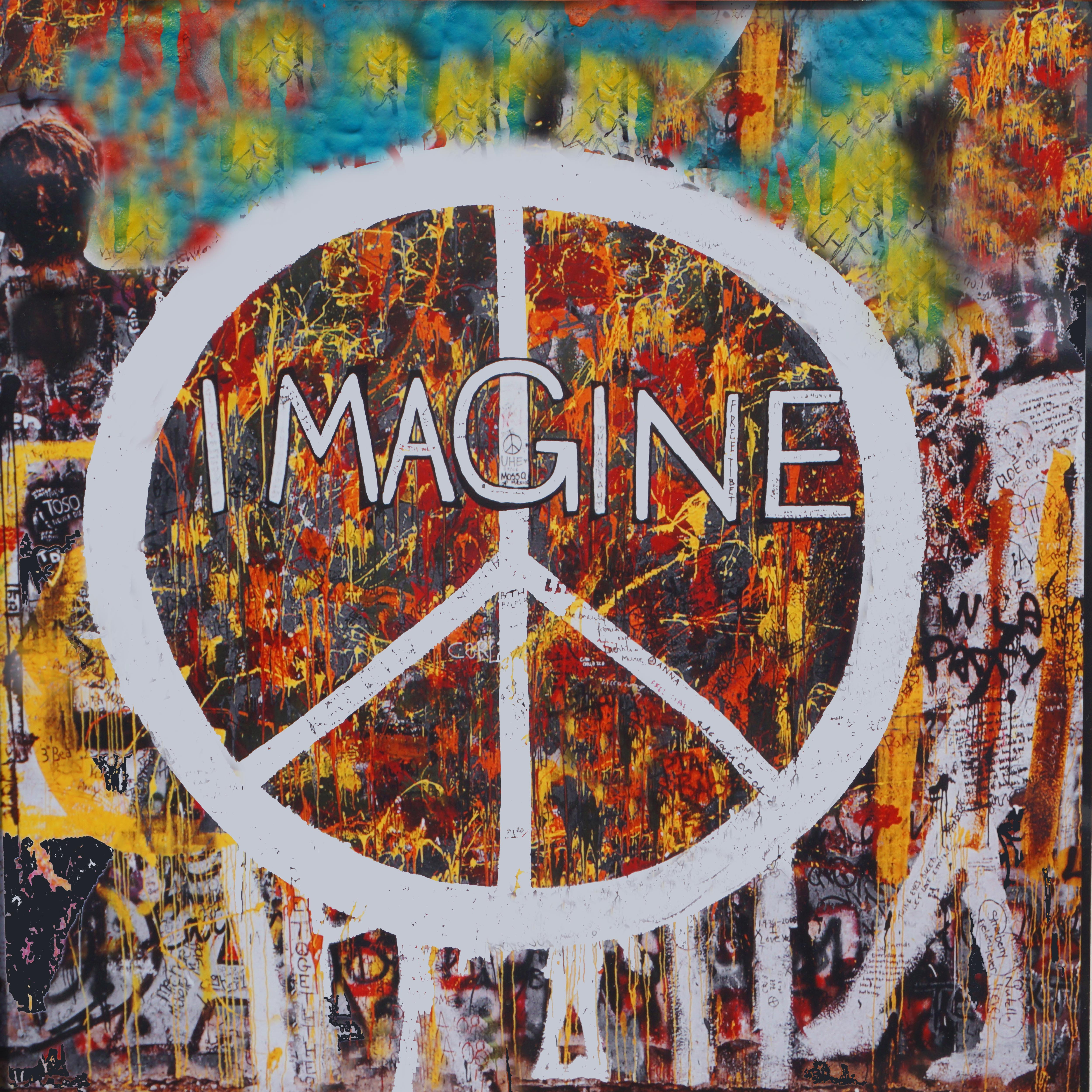
„Imagine“-Schriftzug und Friedenssymbol an der Prager John-Lennon-Mauer

Crippled Inside wurde erstmals während der Get-Back-Session, am 24. Januar 1969, von den Beatles gespielt, der Text beschreibt, dass man trotz äußerlicher perfekter Fassade, seinen schlechten psychischen Zustand nicht verbergen kann.
Die Melodie des Liedes zu Jealous Guy wurde während des Indienaufenthalts der Beatles im Frühjahr 1968 geschrieben. Der ursprüngliche Titel war Child of Nature. Eine Demoaufnahme der Beatles wurde am 9. November 2018 auf der Wiederveröffentlichung des Albums The Beatles veröffentlicht. Der Text des Liedes Jealous Guy ist eine Selbstbeschreibung und ein Schuldeingeständnis in der Beziehung zu seiner Frau Yoko Ono.
It’s so Hard ist ein bluesartiges Musikstück.
Die beiden wohl politischsten Lieder auf dem Album sind I Don’t Wanna Be a Soldier, Mama sowie Gimme Some Truth, das ebenfalls schon während der Aufnahmen zum geplanten Get Back-Album der Beatles geprobt wurde.
Oh My Love und Oh Yoko! thematisieren die Liebe zu Yoko Ono. Von Oh My Love existiert eine Demoaufnahme vom November 1968 und von Oh Yoko! eine Aufnahme vom Juni 1969, sodass auch diese Titel keine neuen Lennon-Komposition waren.
How Do You Sleep? ist eine Abrechnung mit Paul McCartney und eine Reaktion auf dessen Ram-Album von 1971. Die Textzeile „those freaks was right when they said you was dead“ ist eine Anspielung auf die Paul-is-dead-Verschwörungstheorie. Das Lied enthält noch weitere Behauptungen, unter anderen, dass sich Paul McCartney mit „Ja-Sagern“ umgeben würde und dass seine Musik nach der Meinung von John Lennon minderwertig sei und seine Karriere nur noch ein, zwei Jahre andauern wird. Als Antwort von Paul McCartney wurde das Lied Dear Friend von seinem Wild Life-Album angesehen.
How wurde während des USA-Aufenthalts von John Lennon im Jahr 1970 komponiert und passt textlich zu den Themen des Albums John Lennon/Plastic Ono Band.
Weitere Aufnahmen von Titeln des Albums und ein weiteres Lied der Aufnahmesessions, das von Walter Ward komponierte Well (Baby Please Don’t Go) und von Lennon am 16. Februar 1971 aufgenommen, wurden erstmals 1998 auf dem Boxset John Lennon Anthology veröffentlicht. Eine Instrumentalversion von How Do You Sleep erschien auf dem Album The U.S. vs. John Lennon. Die während der Imagine-Sessions teilweise aufgenommenen Lieder I’m the Greatest und San Francisco Bay Blues wurden nur auf Bootlegs veröffentlicht. I’m the Greatest wurde im März 1973 als Demo für Ringo Starr neu aufgenommen.
In Großbritannien wurde das Album zusätzlich als Schallplatte mit einer von Allan Steckler vorgenommenen quadrofonischen Abmischung vertrieben.
Imagine war ein künstlerischer und kommerzieller Erfolg und wurde vielfach mit „Gold“ ausgezeichnet. Es erreichte in den USA Platz 1 der US-Billboard-Charts. In Großbritannien hielt sich das Album 18 Wochen lang in den Top 10 der Albumhitparade und erreichte dort ebenfalls die Nummer eins der Charts; in Deutschland platzierte sich das Album auf Platz 10 der Hitparade.
Im Jahr 2002 setzte die Musikzeitschrift Rolling Stone das Album Imagine auf Platz 76 ihrer Liste der 500 besten Alben aller Zeiten.

## Covergestaltung
Die Covergestaltung erfolgte von Yoko Ono. Das Coverfoto stammt von Peter Fordham. George Maciunas entwarf den Cover-Schriftzug und das Innencover.
Das Cover des McCartney-Albums Ram zeigt auf der Vorderseite Paul McCartney, der einen Widder an dessen Hörnern festhält. John Lennon ließ als Persiflage auf das Cover ein Foto von sich und einem Schwein in ähnlicher Pose aufnehmen und legte es als Foto Imagine bei. Weiterhin lag ein Poster von Lennon an seinem weißen Flügel bei. Das Foto für das Poster wurde im Tittenhurst Park ebenfalls von Peter Fordham aufgenommen.

## Titelliste
Seite 1
1. Imagine – 3:01
2. Crippled Inside – 3:47
3. Jealous Guy – 4:14
4. It’s so Hard – 2:25
5. I Don’t Wanna Be a Soldier, Mama – 6:05

Seite 2
1. Gimme Some Truth – 3:16
2. Oh My Love – 2:44
3. How Do You Sleep? – 5:36
4. How? – 3:43
5. Oh Yoko! – 4:20

## Wiederveröffentlichungen

### Wiederveröffentlichungen bis 2011
- Die Erstveröffentlichung im CD-Format erfolgte im Mai 1987. Der CD liegt ein achtseitiges bebildertes Begleitheft bei, das die Liedtexte und Informationen zum Album beinhaltet.[20]
- Im Februar 2000 wurde das Album in einer remasterten und neu abgemischten Version ohne Bonusstücke wiederveröffentlicht. Die Neuabmischung erfolgte im Herbst 1999 in den Abbey Road Studios unter der Aufsicht von Yoko Ono. Der Remix-Ingenieur war Peter Cobbin. Für das Remastering war Steve Rooke verantwortlich. Projektkoordinator war Allan Rouse. Der CD liegt ein 16-seitiges bebildertes Begleitheft bei, das Information zum Album und die Liedtexte enthält.[21] Anlässlich der Wiederveröffentlichung wurden zwei Promotion-CDs hergestellt. Die CD Selections from Imagine, in Europa hergestellt, enthält die Lieder: Imagine, Gimme Some Truth, Jealous Guy und Crippled Inside.[22] Starting Over ist ein in den USA produziertes, sechs Titel umfassendes Promotion-Kompilationsalbum für die Alben John Lennon/Plastic Ono Band, Imagine und Double Fantasy mit Interviewausschnitten von John Lennon und Kommentaren von Yoko Ono.[23]
- Die CD-Veröffentlichung aus dem Jahr 2000 wurde von Mobile Fidelity Sound Lab (MFSL) neu gemastert und erschien im September 2003 als 24-Karat vergoldete CD in einer limitierten Auflage. Der CD liegt ein 16-seitiges bebildertes Begleitheft bei, das mit der 2000er Version nahezu identisch ist.[24]
- Im Oktober 2010 wurde das Album in einer erneut remasterten Version, diesmal in der originalen Abmischung wiederveröffentlicht. Das Remastering fand im Jahr 2010 in den Abbey Road Studios durch Paul Hicks und Sean Magee statt. Projektkoordinator war Allan Rouse. Der Titel des Lieds I Don’t Wanna Be A Soldier, Mama wurde in I Don’t Wanna Be A Soldier, Mama I Don’t Wanna Die umbenannt. Das Album hat ein aufklappbares Pappcover, dem ein 16-seitiges bebildertes Begleitheft beigegelegt ist, das Informationen zum Album und die Liedtexte beinhaltet. Das Design stammt von der Firma Peacock und Karla Merrifield.[25]
- Am 25. November 2011 erschien das Vinyl-Doppelalbum Imagine 40th Anniversary Special Edition anlässlich des ‚Record Store Day‘, es beinhaltet das reguläre Album Imagine sowie ein weiteres Album mit dem Titel Imagine Sessions in weißem Vinyl mit einer eigenständigen Covergestaltung. Das Album umfasst sechs Titel (Seite eins: Baby Please Don’t Go, Imagine, How Do You Sleep? Seite zwei: Jealous Guy, Oh My Love, I Don’t Wanna Be A Soldier), die dem Album John Lennon Anthology entnommen wurden, weiterhin liegen der Box zwei Postkarten, ein Poster sowie ein Beiblatt bei. Beide Alben befinden sich in einer Kartonbox.[26]

### 2018er Wiederveröffentlichung
Am 5. Oktober 2018 erschien die bisher inhaltlich umfangreichste Wiederveröffentlichung der Imagine-Aufnahmen. Die Lieder des Albums wurden von Paul Hicks in den Abbey Road Studios und den Sear Sound Studios neu abgemischt. Für die Neuabmischung gab Yoko Ono die Anweisung, dass der Sound des Albums und der Gesang von John Lennon klarer hörbarer werden sollten. Bei der Originalabmischung des Albums wurden die Streicher in Mono abgemischt, bei der Neuabmischung in Stereo. Darüber hinaus wurde auch eine 5.1-Abmischung hergestellt. Das Mastering der CDs erfolgte von Gavin Lurssen, Reuben Cohen und Paul Hicks bei Lurssen Mastering. Das Mastering des Vinyl-Doppelalbums erfolgte in den Capitol Studios.

#### Einfach-CD
Dem Album Imagine wurden erstmals sechs Bonusstücke hinzugefügt, die – wie das Album – im Jahr 1971 aufgenommen wurden. Die CD hat ein Kunststoffcover.
1. Imagine – 3:06
2. Crippled Inside – 3:51
3. Jealous Guy – 4:14
4. It’s so Hard – 2:29
5. I Don’t Wanna Be a Soldier, Mama I Don’t Wanna Die – 6:08
6. Gimme Some Truth – 3:18
7. Oh My Love – 2:47
8. How Do You Sleep? – 5:39
9. How? – 3:46
10. Oh Yoko! – 4:21

- The Singles & Extras:

1. Power to the People – 3:26
2. Well… (Baby Please Don’t Go) – 4:08
3. God Save Us – 3:15
4. Do the Oz – 3:12
5. God Save Oz – 3:21
6. Happy Xmas (War Is Over) – 3:36

#### Doppel-CD
Die CDs sind in einem aufklappbaren Digipak-Cover eingelegt.
- CD 1 – siehe Einfach-CD
- CD 2

1. Imagine (elements mix – nur Geigen) – 2:15
2. Jealous Guy (elements mix – Klavier, Bass und Schlagzeug) – 4:15
3. Oh My Love (elements mix – nur Gesang) – 1:58
4. How? (elements mix – nur Geigen) – 3:38
5. Imagine (demo) – 3:19
6. Imagine (take 1) – 3:06
7. Crippled Inside (take 3) – 3:52
8. Crippled Inside (take 6 – alt guitar solo) – 3:49
9. Jealous Guy (take 9) – 2:18
10. It’s so Hard (take 6) – 2:33
11. I Don’t Wanna Be a Soldier, Mama I Don’t Wanna Die (take 11) – 4:36
12. Gimme Some Truth (take 4) – 3:38
13. Oh My Love (take 6) – 2:50
14. How Do You Sleep? (takes 1 & 2) – 5:59
15. How? (take 31) – 3:47
16. Oh Yoko! (Bahamas 1969) – 5:02
17. Power to the People (take 7) – 3:28
18. God Save Us (demo) – 2:58
19. Do The Oz (take 3) – 6:51
20. Happy Xmas (War Is Over) (alt mix) – 3:23

#### Vinyl-Doppelalbum
Das Vinyl-Doppelalbum wurde auf schwarzem und transparentem Vinyl gepresst, beide Versionen enthalten jeweils das Poster und die beiden Bilder der Originalausgabe. Während die erste Innenhülle der Originalinnenhülle nachempfunden ist, enthält die zweite Innenhülle Informationen zu den Liedern. Das Schallplattencover ist nicht aufklappbar.
Am 10. September 2021 wurde das Doppelalbum anlässlich des 50-jährigen Jubiläums in weißen Vinyl wiederveröffentlicht.
Seite 1
1. Imagine – 3:06
2. Crippled Inside – 3:51
3. Jealous Guy – 4:14
4. It’s so Hard – 2:29
5. I Don’t Wanna Be a Soldier, Mama I Don’t Wanna Die – 6:08

Seite 2
1. Gimme Some Truth – 3:18
2. Oh My Love – 2:47
3. How Do You Sleep? – 5:39
4. How? – 3:46
5. Oh Yoko! – 4:21

Seite 3
1. Imagine (demo) – 3:19
2. Imagine (take 1) – 3:06
3. Crippled Inside (take 3) – 3:52
4. Crippled Inside (take 6 – alt guitar solo) – 3:49
5. Jealous Guy (take 9) – 2:18
6. It’s so Hard (take 6) – 2:33
7. I Don’t Wanna Be a Soldier, Mama I Don’t Wanna Die (take 11) – 4:36

Seite 4
1. Gimme Some Truth (take 4) – 3:38
2. Oh My Love (take 6) – 2:50
3. How Do You Sleep? (takes 1 & 2) – 5:59
4. How? (take 31) – 3:47
5. Oh Yoko! (Bahamas 1969) – 5:02

#### Super Deluxe Box Set
Das Super Deluxe Box Set beinhaltet vier CDs, zwei Blu-ray Discs und ein 120-seitiges Hardcoverbuch. Die sechs Discs sind in einem zweifach aufklappbaren Pappcover eingelegt. Das Buch und das Cover befinden sich in einem (24,4 cm × 25 cm) Pappschuber. Das Buch enthält neben Fotos, die während der Entstehung des Albums entstanden sind, umfangreiche Informationen zu den Aufnahmen und der Entstehung des Albums sowie über die einzelnen Lieder. Der Inhalt der vier CDs befindet sich ebenfalls auf den beiden Blu-ray Discs, die zusätzlich noch die 5.1-Abmischungen beinhalten sowie die remasterte quadrofonische Abmischung aus dem Jahr 1971 und Interviews mit Elliot Mintz.
- CD 1 – Imagine: Remixed Stereo Album, Singles & Extras

1. Imagine – 3:06
2. Crippled Inside – 3:51
3. Jealous Guy – 4:14
4. It’s so Hard – 2:29
5. I Don’t Wanna Be a Soldier, Mama I Don’t Wanna Die – 6:08
6. Gimme Some Truth – 3:18
7. Oh My Love – 2:47
8. How Do You Sleep? – 5:39
9. How? – 3:46
10. Oh Yoko! – 4:21

- The Singles & Extras

1. Power to the People
2. Well… (Baby Please Don’t Go) – 4:08
3. God Save Us – 3:15
4. Do the Oz – 3:12
5. God Save Oz – 3:21
6. Happy Xmas (War Is Over) – 3:36

- CD 2 – The Ultimate Mixes: Elements Mixes and Album & Single Outtakes

1. Imagine (elements mix – nur Geigen) – 2:15
2. Jealous Guy (elements mix – Klavier, Bass und Schlagzeug) – 4:15
3. Oh My Love (elements mix – nur Gesang) – 1:58
4. How? (elements mix – nur Geigen) – 3:38
5. Imagine (demo) – 3:19
6. Imagine (take 1) – 3:06
7. Crippled Inside (take 3) – 3:52
8. Crippled Inside (take 6 – alt guitar solo) – 3:49
9. Jealous Guy (take 9) – 2:18
10. It’s so Hard (take 6) – 2:33
11. I Don’t Wanna Be a Soldier, Mama I Don’t Wanna Die (take 11) – 4:36
12. Gimme Some Truth (take 4) – 3:38
13. Oh My Love (take 6) – 2:50
14. How Do You Sleep? (takes 1 & 2) – 5:59
15. How? (take 31) – 3:47
16. Oh Yoko! (Bahamas 1969) – 5:02
17. Power to the People (take 7) – 3:28
18. God Save Us (demo) – 2:58
19. Do the Oz (take 3) – 6:51
20. Happy Xmas (War Is Over) (alt mix) – 3:23

- CD 3 – Raw Studio Mixes: Extended Album Tracks & Outtakes – Live at Ascot Sound Studios

1. Imagine (take 10) – 3:12
2. Crippled Inside (take 6) – 3:50
3. Jealous Guy (take 29) – 4:22
4. It’s so Hard (take 11) – 2:42
5. I Don’t Wanna Be a Soldier, Mama I Don’t Wanna Die (take 4 – extended) – 7:56
6. Gimme Some Truth (take 4 – extended) – 3:40
7. Oh My Love (take 20) – 2:48
8. How Do You Sleep? (take 11 – extended) – 6:00
9. How? (take 40) – 3:55
10. Oh Yoko! (take 1 extended) – 6:16
11. Imagine (take 1) – 3:25
12. Jealous Guy (take 11) – 4:27
13. I Don’t Wanna Be a Soldier, Mama I Don’t Wanna Die (take 21) – 5:17
14. How Do You Sleep? (take 1) – 8:41
15. How Do You Sleep? (takes 5 & 6) – 7:02

- CD 4 – The Evolution Documentary in Mono

1. Imagine – 6:51
2. Crippled Inside – 3:59
3. Jealous Guy – 6:15
4. It’s so Hard – 6:50
5. I Don’t Wanna Be a Soldier, Mama I Don’t Wanna Die – 7:06
6. Gimme Some Truth – 5:12
7. Oh My Love – 7:31
8. How Do You Sleep – 7:34
9. How – 8:45
10. Oh Yoko – 3:56

- Blu-ray Disc 1 – Imagine – The Ultimate Mixes: Imagine – The Album Remix in 5.1 & Stereo, Singles, Extras & Outtakes

1. Imagine – 3:06
2. Crippled Inside – 3:51
3. Jealous Guy – 4:14
4. It’s so Hard – 2:29
5. I Don’t Wanna Be a Soldier, Mama I Don’t Wanna Die – 6:08
6. Gimme Some Truth – 3:18
7. Oh My Love – 2:47
8. How Do You Sleep? – 5:39
9. How? – 3:46
10. Oh Yoko! – 4:21

- The Singles & Extras:

1. Power to the People – 3:26
2. Well… (Baby Please Don’t Go) – 4:08
3. God Save Us – 3:15
4. Do the Oz – 3:12
5. God Save Oz – 3:21
6. Happy Xmas (War Is Over) – 3:36

- The Out-takes New Mix in 5.1 & Stereo:

1. Imagine (elements mix – nur Geigen) – 2:15
2. Jealous Guy (elements mix – Klavier, Bass und Schlagzeug) – 4:15
3. Oh My Love (elements mix – nur Gesang) – 1:58
4. How? (elements mix – nur Geigen) – 3:38
5. Imagine (demo) – 3:19
6. Imagine (take 1) – 3:06
7. Crippled Inside (take 3) – 3:52
8. Crippled Inside (take 6 – alt guitar solo) – 3:49
9. Jealous Guy (take 9) – 2:18
10. It’s so Hard (take 6) – 2:33
11. I Don’t Wanna Be a Soldier, Mama I Don’t Wanna Die (take 11) – 4:36
12. Gimme Some Truth (take 4) – 3:38
13. Oh My Love (take 6) – 2:50
14. How Do You Sleep? (takes 1 & 2) – 5:59
15. How? (take 31) – 3:47
16. Oh Yoko! (Bahamas 1969) – 5:02
17. Power to the People (take 7) – 3:28
18. God Save Us (demo) – 2:58
19. Do the Oz (take 3) – 6:51
20. Happy Xmas (War Is Over) (alt mix) – 3:23

- The Quadrasonic Mixes, Original 1971 Quadsonic Album Remastered:

1. Imagine
2. Crippled Inside
3. Jealous Guy
4. It’s so Hard
5. I Don’t Wanna Be a Soldier, Mama I Don’t Wanna Die
6. Gimme Some Truth
7. Oh My Love
8. How Do You Sleep?
9. How?
10. Oh Yoko!

- Blu-ray Disc 2 – In the Studio and Deeper Listening: The Raw Studio Mixes – Extended Album Versions – Live, New Mix in 5.1 & Stereo

1. Imagine (take 10)
2. Crippled Inside (take 6)
3. Jealous Guy (take 29)
4. It’s so Hard (take 11)
5. I Don’t Wanna Be a Soldier, Mama I Don’t Wanna Die (take 4 – extended)
6. Gimme Some Truth (take 4 – extended)
7. Oh My Love (take 20)
8. How Do You Sleep? (take 11 – extended)
9. How? (take 40)
10. Oh Yoko! (take 1 – extended)

- The Raw Studio Mixes – Out-takes – Live: New Mix in 5.1 & Stereo

1. Imagine (take 1)
2. Crippled Inside (take 2)
3. Crippled Inside (take 6 alt guitar solo)
4. Jealous Guy (take 11)
5. I Don’t Wanna Be a Soldier, Mama I Don’t Wanna Die (take 21)
6. How Do You Sleep? (take 1)
7. How Do You Sleep? (takes 5 & 6)
8. How? (takes 7–10)
9. How? (take 40 alt vocal)
10. Oh Yoko! (take 1 tracking vocal)

- The Elements Mixes: From the Master Multitracks, New Mix in 5.1 & Stereo

1. Imagine (strings)
2. Crippled Inside (upright bass & drums)
3. Jealous Guy (piano, bass & drums)
4. It’s so Hard (strings)
5. I Don’t Wanna Be a Soldier, Mama I Don’t Wanna Die (guitar, bass & drums)
6. Gimme Some Truth (electric piano & guitar)
7. Oh My Love (vocals)
8. How Do You Sleep? (strings)
9. How? (strings)
10. Oh Yoko! (acoustic)

- The Evolution Documentary: New Mix in Mono

1. Imagine
2. Crippled Inside
3. Jealous Guy
4. It’s so Hard
5. I Don’t Wanna Be a Soldier, Mama I Don’t Wanna Die
6. Gimme Some Truth
7. Oh My Love
8. How Do You Sleep?
9. How?
10. Oh Yoko!
11. Power to the People
12. Well… (Baby Please Don’t Go)
13. God Save Us / God Save Oz
14. Do the Oz
15. Happy Xmas (War Is Over)
16. Tittenhurst Park
17. Imagine John & Yoko – The Elliot Mintz Interviews: New Mix in Mono,featuring interviews with John & Yoko.

### Record Store Day – 2019er Version
Anlässlich des ‚Record Store Day‘ wurde am 13. April 2019 das limitierte Vinyl-Album Imagine Raw Studio Mixes mit eigenständiger Covergestaltung veröffentlicht. Das Album enthält ein Poster mit dem Aufdruck “War Is Over! If You Want It • Love and Peace from John & Yoko”
Seite 1
1. Imagine (take 10) – 3:12
2. Crippled Inside (take 6) – 3:50
3. Jealous Guy (take 29) – 4:22
4. It’s so Hard (take 11) – 2:42
5. I Don’t Wanna Be a Soldier, Mama I Don’t Wanna Die (take 4 – extended) – 7:56

Seite 2
1. Gimme Some Truth (take 4 – extended) – 3:40
2. Oh My Love (take 20) – 2:48
3. How Do You Sleep? (take 11 – extended) – 6:00
4. How? (take 40) – 3:55
5. Oh Yoko! (take 1 extended) – 6:16

## Videoveröffentlichung
- Im November 1985 erschien der 60-minütige Videofilm Imagine the Film auf VHS-Videokassette, der sämtliche Titel von Imagine, den Singletitel Power to the People, sowie die zwei Yoko-Ono-Titel Don’t Count the Waves und Mrs. Lennon enthält.
- Im April 2000 wurde die DVD John Lennon – Gimme Some Truth: Making of the Album “Imagine” veröffentlicht, die wiederum alternative Versionen und neue Abmischungen beinhaltet.
- Im Oktober 2018 wurden die Filme Imagine und Gimme Some Truth: Making of the “Imagine” Album auf einer Blu-ray Disc wiederveröffentlicht. Laut dem 16-seitigen Begleitbuch erfolgte die Video- und Audiorestauration zwischen 2010 und 2018. Die Blu-ray Disc enthält als Bonusmaterial drei weitere Musikvideos sowie Fotos. Der Ton ist in 5.1 und Stereo abspielbar.

## Single-Auskopplungen

### Imagine

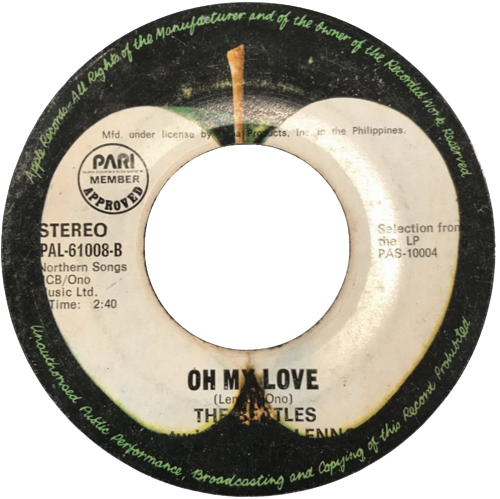
B-Seite Oh My Love, Philippinen

Als Single wurde in den USA und Deutschland am 11. Oktober 1971 Imagine / It’s so Hard aus dem Album ausgekoppelt. Im Jahr 1981 wurde die Single in Deutschland auch als 12″-Vinyl-Single wiederveröffentlicht.
In Großbritannien war Imagine mit der B-Seite Working Class Hero vom Album John Lennon/Plastic Ono Band erst am 24. Oktober 1975 als Single erhältlich und erreichte bis 1999 dreimal die Top Ten (im Jahr 1981: Platz eins).
Am 28. Oktober 1988 wurde in Großbritannien die Single Imagine mit den Liedern Jealous Guy / Happy Xmas (War Is Over) auf der B-Seite wiederveröffentlicht. Die 7″-Vinyl-Single wurde auch im Picture-Disc-Format veröffentlicht. Die CD- und die 12″-Vinyl-Single enthalten zusätzlich noch das Lied Give Peace a Chance.
Im Dezember 1999 erfolgte eine weitere Wiederveröffentlichung im CD-Format: Imagine, Happy Xmas (War is over), Give Peace a Chance und Imagine (Video).
In Deutschland wurde im Oktober 1975 Imagine / Working Class Hero veröffentlicht. Im Jahr 1981 wurde die Single in Deutschland auch als 12″-Vinyl-Single wiederveröffentlicht.
In Venezuela erschien im Jahr 1971 die Single Imagine mit der B-Seite Oh Yoko.
Auf den Philippinen erschien 1971 die Single Imagine mit der B-Seite Oh My Love. Als Interpret wurde auf dem Schallplattenlabel irrtümlich „The Beatles featuring John Lennon“ aufgeführt.
In Mexiko wurde im Jahr 1972 die EP Imagine mit folgenden Liedern veröffentlicht: Imagine, It’s So Hard, Oh My Love und Give Some Some Truth.

### Jealous Guy
Eine weitere Single wurde nicht mehr zeitnah veröffentlicht; Jealous Guy (B-Seite: Going Down on Love vom Album Walls and Bridges) wurde am 18. November 1985 in Großbritannien und Deutschland und am 3. Oktober 1988 (B-Seite: Give Peace a Chance) in den USA veröffentlicht. In Großbritannien und Deutschland erschien zusätzlich noch eine 12″-Vinyl-Single: Jealous Guy, Going Down on Love und Oh Yoko.
In Venezuela wurde im Jahr 1972 als zweite Single Jealous Guy / It’s so Hard hergestellt.

## Kommerzieller Erfolg

### Chartplatzierungen
Album

| Jahr | Titel                            | Höchstplatzierung, Gesamtwochen, AuszeichnungChartplatzierungen (Jahr, Titel, Platzierungen, Wochen, Auszeichnungen, Anmerkungen) | Höchstplatzierung, Gesamtwochen, AuszeichnungChartplatzierungen (Jahr, Titel, Platzierungen, Wochen, Auszeichnungen, Anmerkungen) | Höchstplatzierung, Gesamtwochen, AuszeichnungChartplatzierungen (Jahr, Titel, Platzierungen, Wochen, Auszeichnungen, Anmerkungen) | Höchstplatzierung, Gesamtwochen, AuszeichnungChartplatzierungen (Jahr, Titel, Platzierungen, Wochen, Auszeichnungen, Anmerkungen) | Höchstplatzierung, Gesamtwochen, AuszeichnungChartplatzierungen (Jahr, Titel, Platzierungen, Wochen, Auszeichnungen, Anmerkungen) | Anmerkungen                                                                            |
| Jahr | Titel                            | DE | AT | CH | UK | US | Anmerkungen                                                                            |
| ---- | -------------------------------- | --- | --- | --- | --- | --- | -------------------------------------------------------------------------------------- |
| 1971 | Imagine                          | DE10 (27 Wo.)DE | — | — | UK1 Gold · (101 Wo.)UK | US1 ×2Doppelplatin · (47 Wo.)US                                                                                                   | mit der Plastic Ono Band Erstveröffentlichung: 9. September 1971 Verkäufe: + 2.160.000 |
| 2018 | Imagine (Wiederveröffentlichung) | DE10 (… Wo.)DE | AT39 (1 Wo.)AT | CH41 (1 Wo.)CH | UK19 (… Wo.)UK | US83 (… Wo.)US | Erstveröffentlichung: 5. Oktober 2018                                                  |

grau schraffiert: keine Chartdaten aus diesem Jahr verfügbar
Singles

| Jahr | Titel       | Höchstplatzierung, Gesamtwochen/‑monate, AuszeichnungChartplatzierungen (Jahr, Titel, , Platzierungen, Wochen/Monate, Auszeichnungen, Anmerkungen) | Höchstplatzierung, Gesamtwochen/‑monate, AuszeichnungChartplatzierungen (Jahr, Titel, , Platzierungen, Wochen/Monate, Auszeichnungen, Anmerkungen) | Höchstplatzierung, Gesamtwochen/‑monate, AuszeichnungChartplatzierungen (Jahr, Titel, , Platzierungen, Wochen/Monate, Auszeichnungen, Anmerkungen) | Höchstplatzierung, Gesamtwochen/‑monate, AuszeichnungChartplatzierungen (Jahr, Titel, , Platzierungen, Wochen/Monate, Auszeichnungen, Anmerkungen) | Höchstplatzierung, Gesamtwochen/‑monate, AuszeichnungChartplatzierungen (Jahr, Titel, , Platzierungen, Wochen/Monate, Auszeichnungen, Anmerkungen) | Anmerkungen                                                                                   |
| Jahr | Titel       | DE | AT | CH | UK | US | Anmerkungen                                                                                   |
| ---- | ----------- | --- | --- | --- | --- | --- | --------------------------------------------------------------------------------------------- |
| 1971 | Imagine     | DE7* (37 Wo.)DE | AT4* (4½ Mt.)AT | CH2* (27 Wo.)CH | UK1* Platin · (40 Wo.)UK | US3 (9 Wo.)US | Erstveröffentlichung: 11. Oktober 1971 unter anderem 1975, 1980 und 1999 wiederveröffentlicht |
| 1985 | Jealous Guy | — | — | — | UK45 (7 Wo.)UK | US80 (4 Wo.)US | Erstveröffentlichung: 18. November 1985 in den USA erst am 3. Oktober 1988 veröffentlicht     |

Separat veröffentlichte Singles (ab 2018 auf dem Album enthalten)

| Jahr | Titel                    | Höchstplatzierung, Gesamtwochen/‑monate, AuszeichnungChartplatzierungen (Jahr, Titel, , Platzierungen, Wochen/Monate, Auszeichnungen, Anmerkungen) | Höchstplatzierung, Gesamtwochen/‑monate, AuszeichnungChartplatzierungen (Jahr, Titel, , Platzierungen, Wochen/Monate, Auszeichnungen, Anmerkungen) | Höchstplatzierung, Gesamtwochen/‑monate, AuszeichnungChartplatzierungen (Jahr, Titel, , Platzierungen, Wochen/Monate, Auszeichnungen, Anmerkungen) | Höchstplatzierung, Gesamtwochen/‑monate, AuszeichnungChartplatzierungen (Jahr, Titel, , Platzierungen, Wochen/Monate, Auszeichnungen, Anmerkungen) | Höchstplatzierung, Gesamtwochen/‑monate, AuszeichnungChartplatzierungen (Jahr, Titel, , Platzierungen, Wochen/Monate, Auszeichnungen, Anmerkungen) | Anmerkungen |
| Jahr | Titel                    | DE | AT | CH | UK | US | Anmerkungen |
| ---- | ------------------------ | --- | --- | --- | --- | --- | --- |
| 1971 | Power to the People      | DE7 (15 Wo.)DE | AT11 (1 Mt.)AT | CH5 (6 Wo.)CH | UK7 (9 Wo.)UK | US11 (9 Wo.)US | Erstveröffentlichung: 5. März 1971 mit der Plastic Ono Band |
| 1971 | God Save Us              | — | — | — | — | — | Erstveröffentlichung: 16. Juli 1971 als Elastic Oz Band |
| 1971 | Happy Xmas (War Is Over) | DE6 (32 Wo.)DE | AT6 (30 Wo.)AT | CH10 (19 Wo.)CH | UK2 Platin · (79 Wo.)UK | US42 (2 Wo.)US | Erstveröffentlichung: 6. Dezember 1971 (UK), 24. November 1972 (USA) John & Yoko mit der Plastic Ono Band & dem Harlem Community Choir zu Weihnachten regelmäßig in diversen Charts vertreten |

### Auszeichnungen für Musikverkäufe
| Land/Region                  | Auszeichnungen für Musikverkäufe (Land/Region, Auszeichnung, Verkäufe) | Verkäufe  |
| ---------------------------- | ---------------------------------------------------------------------- | --------- |
| Argentinien (CAPIF)          | Platin                                                                 | 60.000    |
| Italien (FIMI)               | Gold                                                                   | 25.000    |
| Vereinigte Staaten (RIAA)    | 2× Platin                                                              | 2.000.000 |
| Vereinigtes Königreich (BPI) | Gold                                                                   | 100.000   |
| Insgesamt                    | 2× Gold · 3× Platin ·                                                  | 2.185.000 |

Hauptartikel: John Lennon/Auszeichnungen für Musikverkäufe